# آندژی شنایخ
آندژی شنایخ (لهستانی: Andrzej Szenajch؛ ‏ ۱۴ ژوئیه ۱۹۳۰) بازیگر اهل لهستان بود.
از فیلم‌ها یا مجموعه‌های تلویزیونی که وی در آن‌ها نقش داشته است، می‌توان به یاوه‌نویس،‌ هوایی چنان پاک، مادام کاملیا، مادر پادشاهان، فردا به سینما می‌رویم، به‌دور از جاده، گفتار پایانی نورنبرگ، سرهنگ کفیاتکوفسکی، مرگ یک رئیس‌جمهور، دریاچه کنستانس، صفر-هفت، به‌گوشم، مارپیچ، دوشیزگان ویلکو، به تاخت، جادوگر، شوپن: میل به عاشقی، پورنوگرافی، کارول: مردی که پاپ شد و کاتین اشاره نمود.